# Sherman (New York)
Sherman è un comune degli Stati Uniti d'America, situato nello stato di New York, nella contea di Chautauqua.

## Storia
Sherman fu costituita nel 1824 con una parte della cittadina di Mina. Il nome è stato scelto in onore di Roger Sherman, uno dei firmatari della Dichiarazione d'indipendenza degli Stati Uniti d'America e considerato uno dei padri fondatori della nazione.